# Regla de Hund

De les configuracions electròniques representades només és correcta la e perquè compleix la regla de Hund.

La regla de Hund o de màxima multiplicitat, estableix que tots els orbitals d'un mateix nivell energètic han d'ésser ocupats per un electró abans que un d'ells pugui ésser ocupat per un doblet electrònic. Fou establerta empíricament pel físic alemany Friedrich Hund el 1925 conjuntament amb altres dues regles, i té un ús important en física atòmica, espectroscòpia i química quàntica.
La regla de màxima multiplicitat de Hund és una regla basada en l'observació dels espectres atòmics, que s'utilitza per predir l'estat fonamental d'un àtom o molècula amb una o més capes electròniques ocupades. La norma estableix que per a una configuració electrònica donada, el terme d'energia més baix és el que té el major valor de la multiplicitat d'espín. Això implica que si dos o més orbitals de la mateixa energia estan disponibles, els electrons els ocupen per separat abans d'omplir-los en parelles, i amb els espins paral·lels, això és o tots amb nombre quàntic d'espín {\textstyle m_{e}=+{\tfrac {1}{2}}}, o tots {\textstyle m_{e}=-{\tfrac {1}{2}}}.
La figura adjunta representa configuracions electròniques de diferents àtoms amb orbitals atòmics 2p semiocupats:
- a) i c) són configuracions incorrectes de l'àtom de nitrogen {\displaystyle {}_{7}N}. Els orbitals 2p estan ocupats per tres electrons desaparellats, però tenen espíns diferents, quan haurien de ser tots iguals {\displaystyle [\uparrow ][\uparrow ][\uparrow ]} o {\displaystyle [\downarrow ][\downarrow ][\downarrow ]}.
- b) és una configuració incorrecte de l'àtom de {\displaystyle {}_{6}C} perquè hi ha electrons aparellats als orbitals 2p havent-n'hi de buits que s'haurien d'omplir primer.
- d) és una configuració incorrecte de l'àtom de {\displaystyle {}_{9}F} perquè hi ha electrons que ocupen el mateix orbital 2p amb el mateix espín, la qual cosa contradiu el principi d'exclusió de Pauli.
- e) és una configuració correcte del {\displaystyle {}_{8}O}.